# Rolf Koster
Rolf Koster (Terborg, 25 februari 1968) is een Nederlands (stem)acteur, zanger en toneel- en dialoogregisseur. Hij is hoofdzakelijk te zien in musicals.
Koster studeerde zang aan het Twents Conservatorium in Enschede.

## Carrière[bron?]

### Theater
| Titel                                      | Van  | Tot  | Rol                                                                                      |
| ------------------------------------------ | ---- | ---- | ---------------------------------------------------------------------------------------- |
| Les Misérables                             | 1991 | 1992 | Jolie, Marius (understudy)                                                               |
| Cyrano de Bergerac                         | 1992 | 1994 | Christian (alternate), Le Bret                                                           |
| Sweeney Todd                               | 1993 | 1994 | Tobias Ragg                                                                              |
| Elisabeth (Wenen)                          | 1994 | 1995 | Rudolf                                                                                   |
| Zzinderella                                | 1995 | 1997 | Prins Charming/Sander                                                                    |
| Joe                                        | 1997 | 1998 | Ted Randall                                                                              |
| The Dancing Queens                         | 1999 | 1999 | Olle (Björn)                                                                             |
| Jubilee 15                                 | 2000 | 2000 | solist                                                                                   |
| Robin Hood                                 | 2001 | 2001 | Robin Hood                                                                               |
| Musicals in Concert                        | 2001 | 2002 | solist                                                                                   |
| Titanic, de musical                        | 2001 | 2002 | Frederick Barrett (alternate)                                                            |
| Rocky over the Rainbow                     | 2001 | 2002 | Brad                                                                                     |
| Musicals in Ahoy' II – Musical meets Movie | 2004 | 2004 | solist                                                                                   |
| Nine, de musical                           | 2005 | 2005 | Cassanova                                                                                |
| Jesus Christ Superstar                     | 2005 | 2006 | Annas, Jezus (alternate)                                                                 |
| Dubbel Op                                  | 2006 | 2007 | Dennie                                                                                   |
| A Tribute to The Bee Gees                  | 2008 | 2008 | solist                                                                                   |
| Shhh...it happens!                         | 2008 | 2008 | TV-head                                                                                  |
| Rock Opera in Concert                      | 2008 | 2009 | solist                                                                                   |
| Rocky over the Rainbow                     | 2010 | 2010 | solist                                                                                   |
| Simone Kleinsma – Songbook                 | 2010 | 2011 | solist naast Simone Kleinsma                                                             |
| Wordt u al geholpen?                       | 2012 | 2012 | Mr Humphries                                                                             |
| Op hoop van zegen                          | 2018 | 2019 | Kaps                                                                                     |
| Titanic (musical)                          | 2021 | 2022 | Charles Lightoller/ John J. Astor, understudy Kapitein Edward J. Smith en J. Bruce Ismay |
| The Prom, musical                          | 2022 | 2023 | Sheldon Saperstein, alternate Barry Glickman                                             |

### Tekenfilms en nasynchronisaties
Onder andere:
- 1994: Duimelijntje – Cornelius
- 1997: Hercules – Jonge Hercules
- 1997: Flipper – Sandy
- 1998: Doug – Doug Funnie
- 1998: Het Magische Zwaard – Garrett
- 1999: De Koning en Ik – Prins Chulalongkorn
- 1999: Een Avontuur met een Staartje – Tony Toponi
- 1999: Het Geheim Van Nimh – Martin
- 2000: Lady en de Vagebond II: Rakkers Avontuur – Rakker
- 2000: Digimon – Joe
- 2000: Ed, Edd & Eddy – Ed / Rolf
- 2001: Cow & Chicken – Cow
- 2001: Harry Potter en de Geheime Kamer – Percy Wemel
- 2001 : Sabrina, the Animated Series – Harvey
- 2001: Dierendokter Tom – Mitch
- 2002: Kim Possible – Ron Stoppable
- 2002: Aaahh!!! Real Monsters – Ickis
- 2002: Angela Anaconda – Gordy
- 2002: Lloyd In Space – Larry
- 2002: Gummi Beren - Schildknaap Ewout
- 2003: Hamtaro – Dexter
- 2003: Beyblade – Kai
- 2004: Blue's Clues – Steve
- 2004: Shark Tale – Lenny
- 2004: Balto II – Maru
- 2004: Bende van Vijf – Daniël (vader van de vijfling)
- 2005: Super Robot – Mandarin
- 2007: Viva Piñata – Teddington
- 2007: Winx Club – Timmy
- 2008: Animaniacs – Yacko
- 2009: Monster Allergy – Bombo
- 2009: Totally Spies – Rob Hearthrob
- 2010: Shrek Forever After – Pinokkio
- 2011: Scooby Doo – Shaggy
- 2012: Gravity Falls – Gideon
- 2012: Fred The Show – Fred
- 2016: Pokémon – Xerosic
- 2018: Ralph Breaks The Internet – Weetmeer
- 2023: Wonka – Fickelgruber